# Annibale Carracci

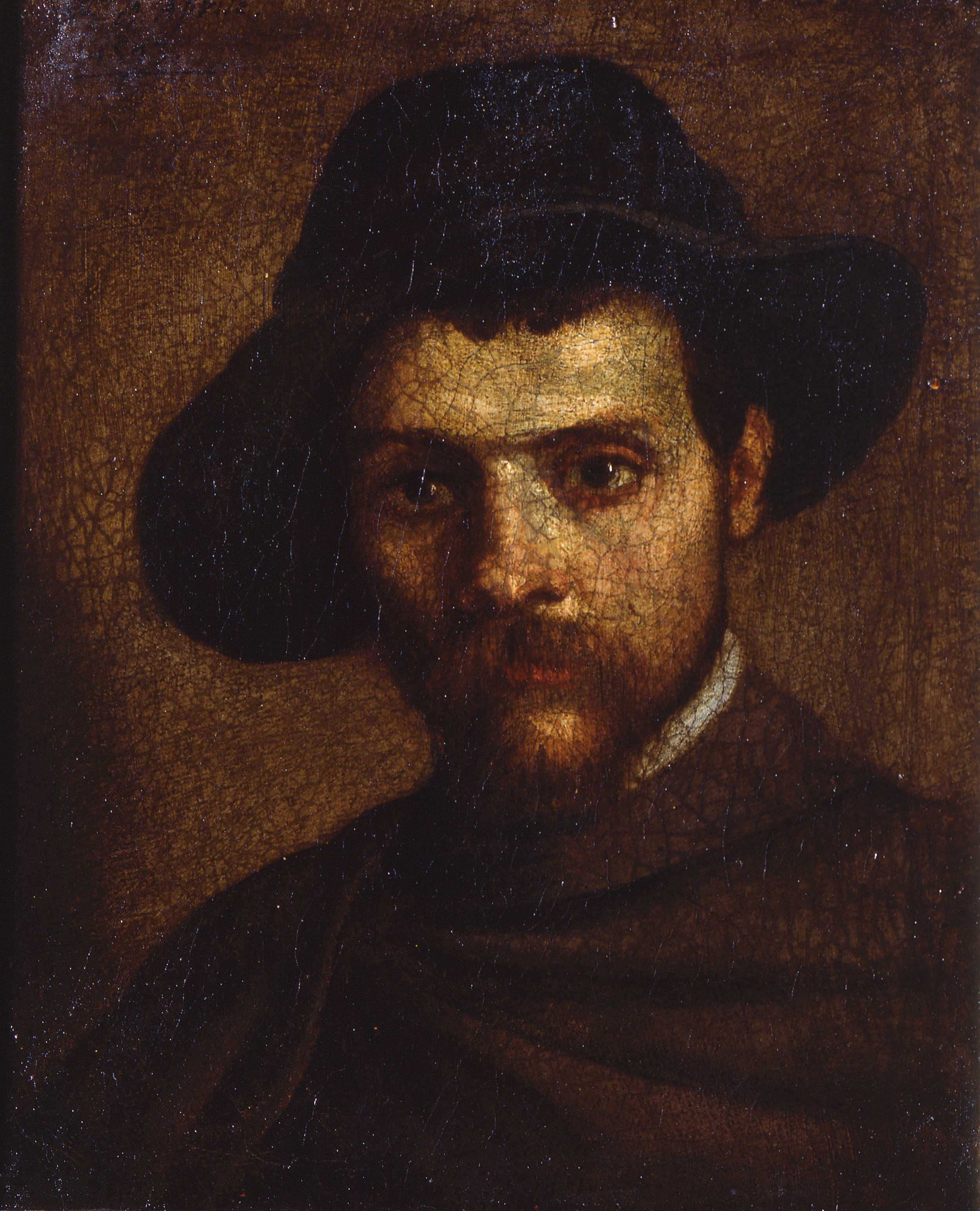
Selbstporträt (1593), Galleria nazionale di Parma

Unterschrift

Annibale Carracci (* vor 3. November 1560 (Taufe) in Bologna; † 15. Juli 1609 in Rom) war ein italienischer Maler und Kupferstecher. Er gilt als Begründer der italienischen Barockmalerei, neben dem Tenebristen Michelangelo Merisi da Caravaggio.

## Leben
Annibale war ein Sohn des Schneiders Antonio Carracci. Auch sein älterer Bruder Agostino war Künstler, und Annibale soll das Malerhandwerk bei seinem Cousin Lodovico Carracci erlernt haben. Einige frühe Werke, darunter der berühmte Bohnenesser in der Galleria Colonna (Rom) zeigen jedoch auch Einflüsse von Bartolomeo Passarotti.

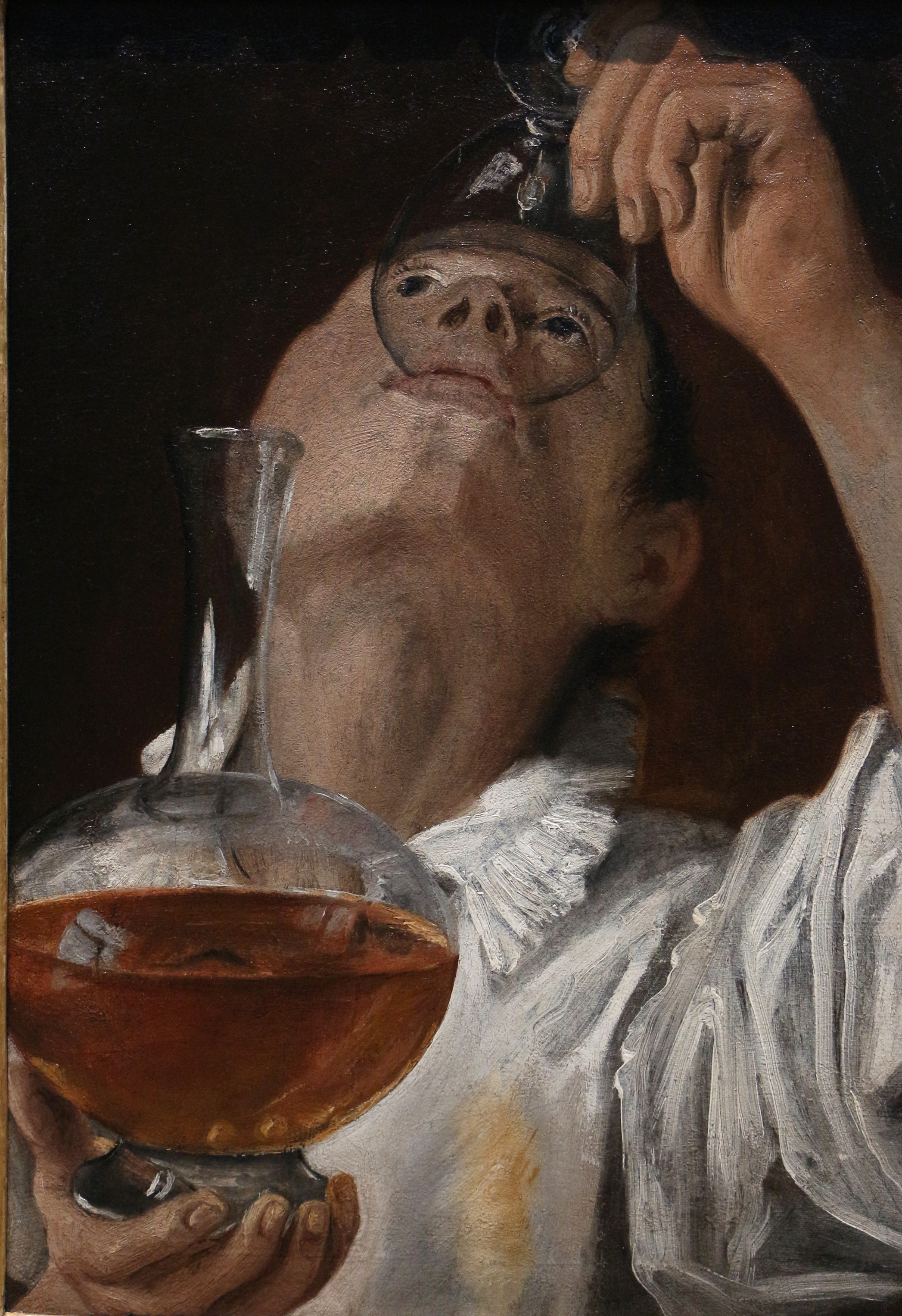
Trinkender Jüngling, ca. 1582–83, Cleveland Museum of Art, Cleveland (Ohio)

Zusammen mit Ludovico und Agostino gründete er die Accademia degli Incamminati, die sich zum Ziel setzte, bestimmte Merkmale des Manierismus zugunsten einer größeren Natürlichkeit zu überwinden. Um dies zu erreichen, arbeiteten sie sehr viel mit Studien an lebenden Modellen. Dies führte zur ersten Ausprägung der Barockmalerei.
Annibale Carraccis erstes bekanntes religiöses Gemälde ist die 1583 entstandene Kreuzigung in der Kirche Santa Maria della Carità in Bologna.
Kurz danach schuf er gemeinsam mit Lodovico und Agostino Fresken im Palazzo Fava, bei denen die Hand der einzelnen Künstler nicht immer eindeutig zu identifizieren ist. Annibales Fresken im „Camerino d’Europa“ des Palazzo Fava wurden von den konservativeren Bologneser Malern wegen „bloßer Naturnachahmung“ kritisiert.
1584–85 unternahm er eine Reise nach Parma, wo er durch den weichen malerischen Stil von Correggio beeinflusst wurde, und eine Pietà mit Heiligen für die Kapuzinerkirche von Parma malte (datiert 1585). Möglicherweise kam er zur selben Zeit auch nach Florenz, Mantua und Venedig. In den folgenden Jahren erhielt er außerdem Aufträge für Kirchen in Reggio Emilia: eine Himmelfahrt und die sogenannte Madonna di San Matteo, die sich heute beide in der Dresdner Gemäldegalerie befinden.

Wahrscheinlich 1587 folgte eine weitere prägende Reise nach Venedig, und in den folgenden Jahren bis 1595 stand er unter dem Einfluss des venezianischen Kolorismus, besonders von Paolo Veronese und Tintoretto.

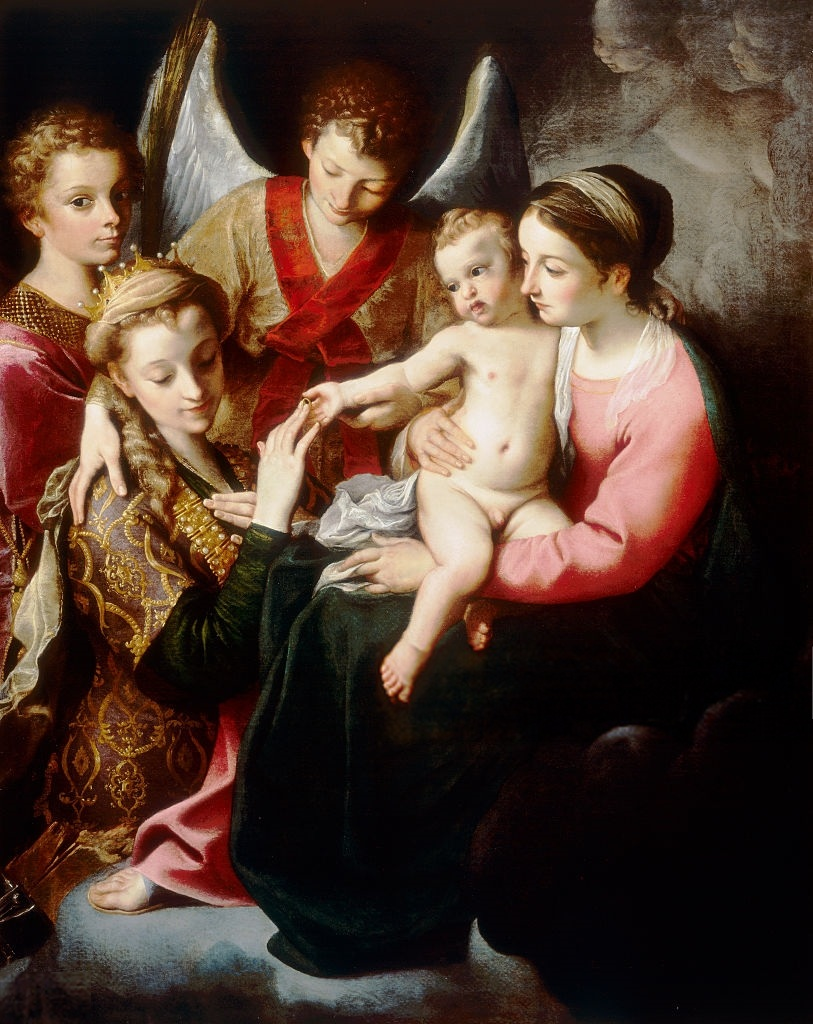
Mystische Hochzeit der Hl. Katharina, 1585–87, Museo di Capodimonte, Neapel

In Bologna malte er um 1590, wiederum zusammen mit seinem Bruder und seinem Cousin, im Palazzo Magnani einen bedeutenden Freskenzyklus über Romulus und Remus, der bereits einen voll ausgereiften barocken Stil von großer Natürlichkeit zeigt. Auch hier ist es schwierig, die Hand der einzelnen Künstler eindeutig zu identifizieren, jedoch scheint Annibale mittlerweile unter den drei Carracci die Führung übernommen zu haben.
Bis 1595 malte er zahlreiche Altarbilder für Kirchen in Bologna oder Reggio Emilia, von denen sich heute viele in den bedeutenden Museen der Welt befinden. Außerdem erhielt er Aufträge von privaten Kunden, wie dem Herzog von Ferrara und auch vom Hof der Farnese in Parma, wie die Mystische Hochzeit der Hl. Katharina, die er für Ranuccio Farnese malte und 1595 in dessen Auftrag als Geschenk für den Kardinal Odoardo Farnese (den Bruder Ranuccios) nach Rom mitgebracht haben soll; später gelangte das Bild aus der Sammlung Farnese ins Museo di Capodimonte in Neapel. Etwa zur selben Zeit arbeitete Carracci über mythologische Themen, wovon die zwei bekannten Versionen von Venus und Adonis (heute im Prado und im KHM, Wien) zeugen, oder das ebenso berühmte Gemälde Venus, ein Satyr und zwei Amoretten der Uffizien.
Ende 1594 folgte er – zusammen mit Agostino – zum ersten Mal einer Einladung von Odoardo Farnese nach Rom und begann ab 1595 in dessen Palazzo wahrscheinlich zunächst mit der Dekoration des „Camerino“. Dafür entstand u. a. das Bild Herkules am Scheidewege, das sich heute im Museo di Capodimonte (Neapel) befindet.

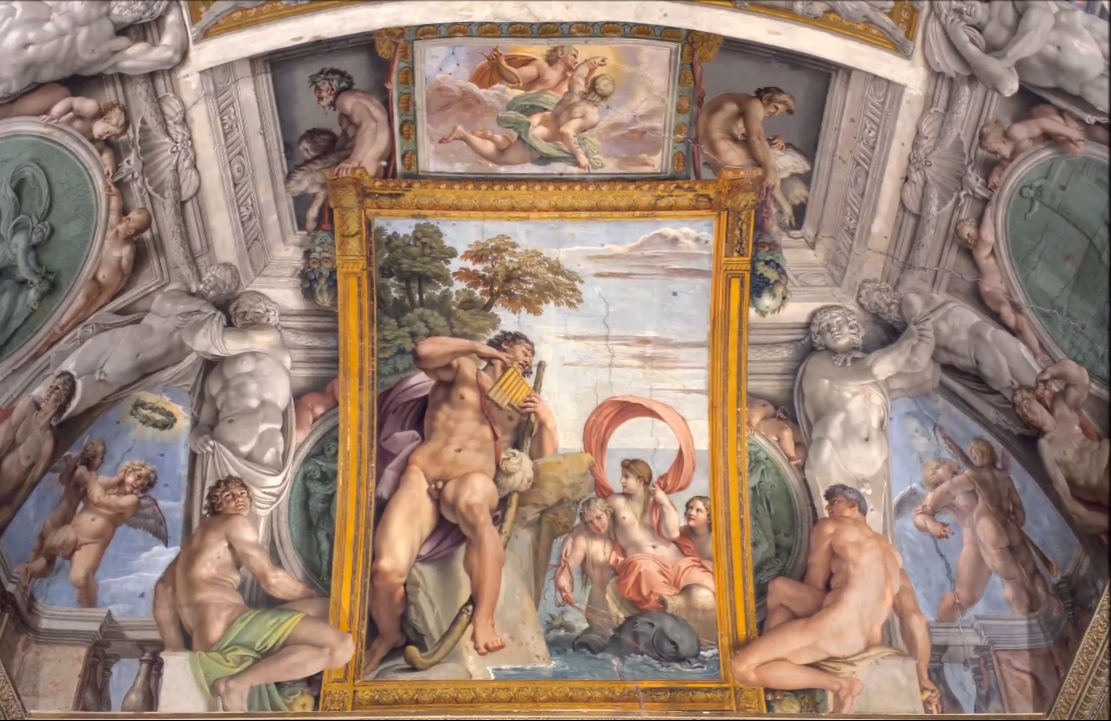
Deckenfresken mit Polyphem und Galatea in der Galleria Farnese (Südwand)

Etwa von 1597 bis 1600 schuf er sein Hauptwerk: die Deckenfresken in der Galleria Farnese mit Allegorien über das Thema „die Macht der Liebe“, die sich um das zentrale Bild Triumph des Bacchus und der Ariadne gruppieren. Stilistisch integrierte Annibale dabei auch Elemente der römischen Tradition, insbesondere von Michelangelos Fresken an der Decke der Cappella Sistina (u. a. Figuren von „Ignudi“) und von Raffaels Dekor in der Villa Farnesina (besonders Galatea). Zwei Szenen der Decke malte Agostino, der jedoch nach einem heftigen Streit mit Annibale Rom verließ und im Februar 1602 starb.

Die Ausschmückung der Galeriewände mit Stuck und Bildern zum Thema „die sinnliche Liebe durch Tugend beherrscht“ entstand vermutlich zwischen 1602 und 1604 unter Carraccis Leitung mit Hilfe seiner Schüler Domenichino, Giovanni Lanfranco, Sisto Badalocchio und Antonio Carracci. Die Galleria Farnese gilt als das bedeutendste Dekorationsprogramm der römischen Kunst nach der Hochrenaissance und hatte einen nicht zu überschätzenden Einfluss auf die Freskenmalerei des Barock. Sie begründete Annibale Carraccis Ruhm.
Zur gleichen Zeit arbeitete Carracci an zahlreichen anderen Aufträgen und schuf unter anderem die beiden berühmten Pietàs im Capodimonte (ca. 1600) und im Louvre (vollendet 1607), sowie die Himmelfahrt Mariens (ca. 1600–1601) für die römische Kirche Santa Maria del Popolo, die in direkter Konkurrenz zu Caravaggio entstand.

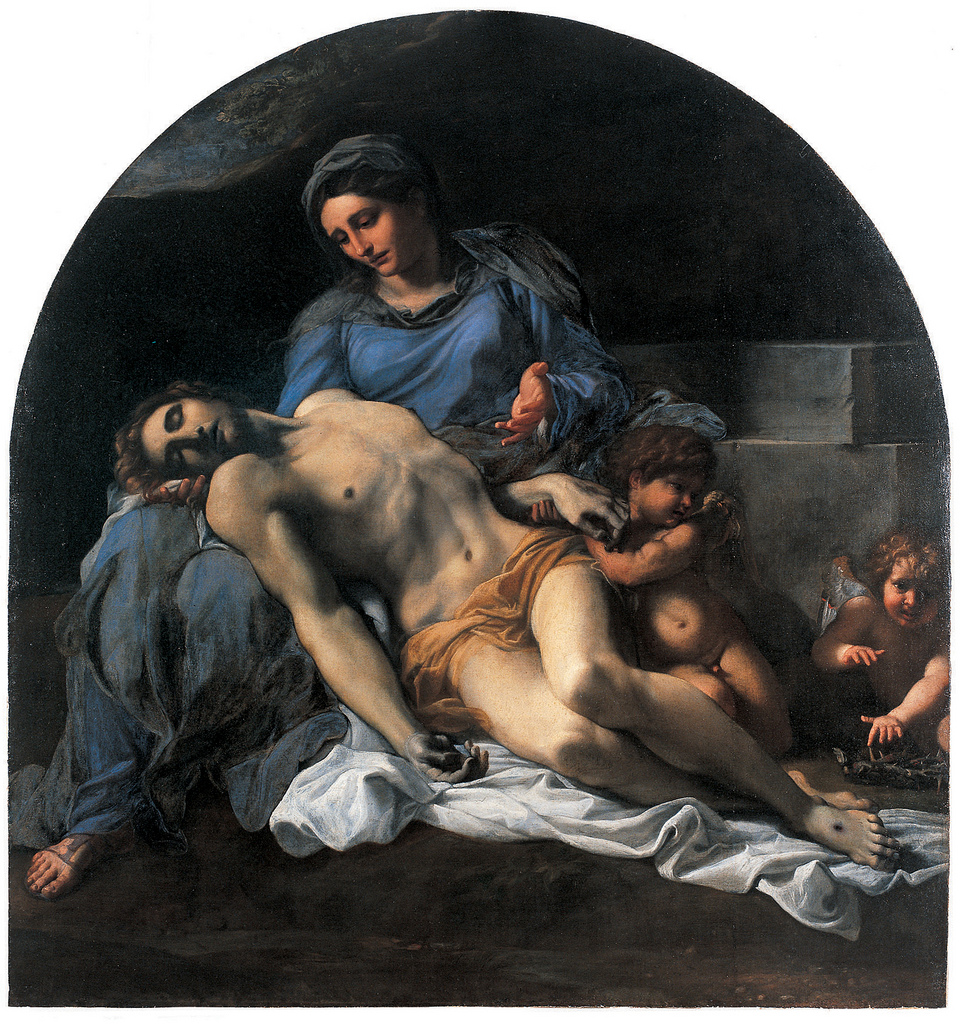
Pieta, 1600, Museo di Capodimonte, Neapel

Für seine Arbeiten an der Galleria Farnese erhielt Annibale die relativ geringe Summe von nur 500 Scudi, was der Legende nach der Grund für Depressionen und Krankheit gewesen sein soll. Tatsache ist, dass er im März 1605 schwer erkrankte und sich nie ganz davon erholte. 1606 verließ er den Palazzo Farnese, wo er bis dahin auch gewohnt hatte, und zog in die Gemeinde von San Lorenzo in Lucina in Rom. Alle Arbeiten Carraccis aus dem Zeitraum von 1605 bis 1609 entstanden mit relativ starker Beteiligung der Werkstatt, darunter teilweise verlorene Fresken in der Cappella Herrera von San Giacomo degli Spagnoli in Rom, bei denen Francesco Albani, Lanfranco und Badalocchio mitwirkten.
Im Sommer 1609 reiste Annibale in Begleitung des Malers Baldassare Aloisi nach Neapel, erkrankte jedoch so schwer, dass er bald nach Rom zurückkehren musste. Dort starb er am 15. Juli 1609. Bei seiner Aufbahrung wurde sein Gemälde Christus mit der Dornenkrone, verspottet (Cristo deriso) auf dem Katafalk aufgestellt, und auf seinen eigenen Wunsch wurde er im Pantheon begraben.
Neben den bereits genannten Künstlern war wahrscheinlich auch der als „Gobbo dei Carracci“ bekannte Pietro Paolo Bonzi sein Schüler.

## Würdigung

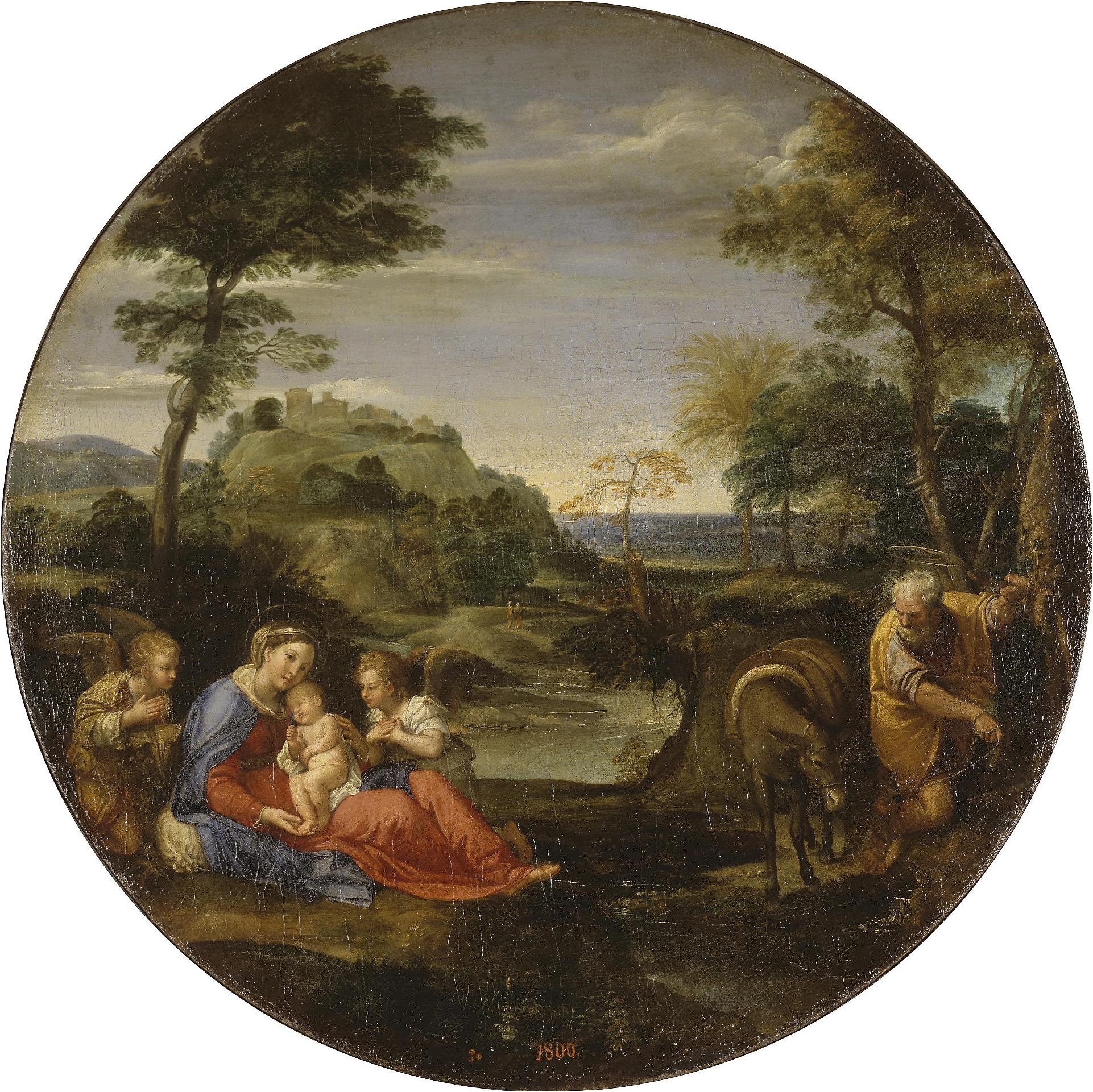
Rast auf der Flucht nach Ägypten, um 1604, Eremitage (Sankt Petersburg)

Annibale war der bedeutendste der drei Carracci. Sein vielfältiges Werk erlangte zu Lebzeiten und darüber hinaus große Bewunderung und großen Einfluss. Dabei war er nicht nur Begründer eines neuen festlich bewegten Stils von „edler Komposition, gediegener Zeichnung und prachtvollem Kolorit“. Mit seiner Dekoration in der Galleria Farnese ist er auch Begründer der barocken Freskenmalerei. Er malte außerdem lebendige und originelle Porträts und gilt als Erfinder der modernen Karikatur – es sind allerdings nur zwei eigentliche Karikaturen von seiner Hand erhalten (im Louvre und auf Schloss Windsor).
Seine teilweise von Heiligen bevölkerten Landschaften sind beeinflusst durch Nicolò dell’Abate und wurden ihrerseits zum Vorbild für die Ideallandschaften von Domenichino, Nicolas Poussin und Claude Lorrain. Gemälde von ihm finden sich in den bedeutendsten Museen der Welt.
Carracci hinterließ auch bedeutende Radierungen (darunter der Christus von Caprarola von 1597) und schuf in seinen frühen Jahren auch Stiche, war jedoch auf diesem Gebiet nicht so fleißig wie sein Bruder Agostino.
Viele seiner Werke erschienen als Kupferstiche, besonders die Fresken der Galleria Farnese (von Carlo Cesio, Pietro Aquila u. a.), außerdem Elementi del disegno, 30 Blätter von François de Poilly. Simon Guillain radierte unter Beihilfe Alessandro Algardis Die Ausrufer von Bologna (Le arti di Bologna) in 78 Blättern (Rom 1646, spätere Ausg. 1740); auch bei Giuseppe Maria Mitelli, Bologna 1660).

## Bildergalerie

### Galleria Farnese, Rom

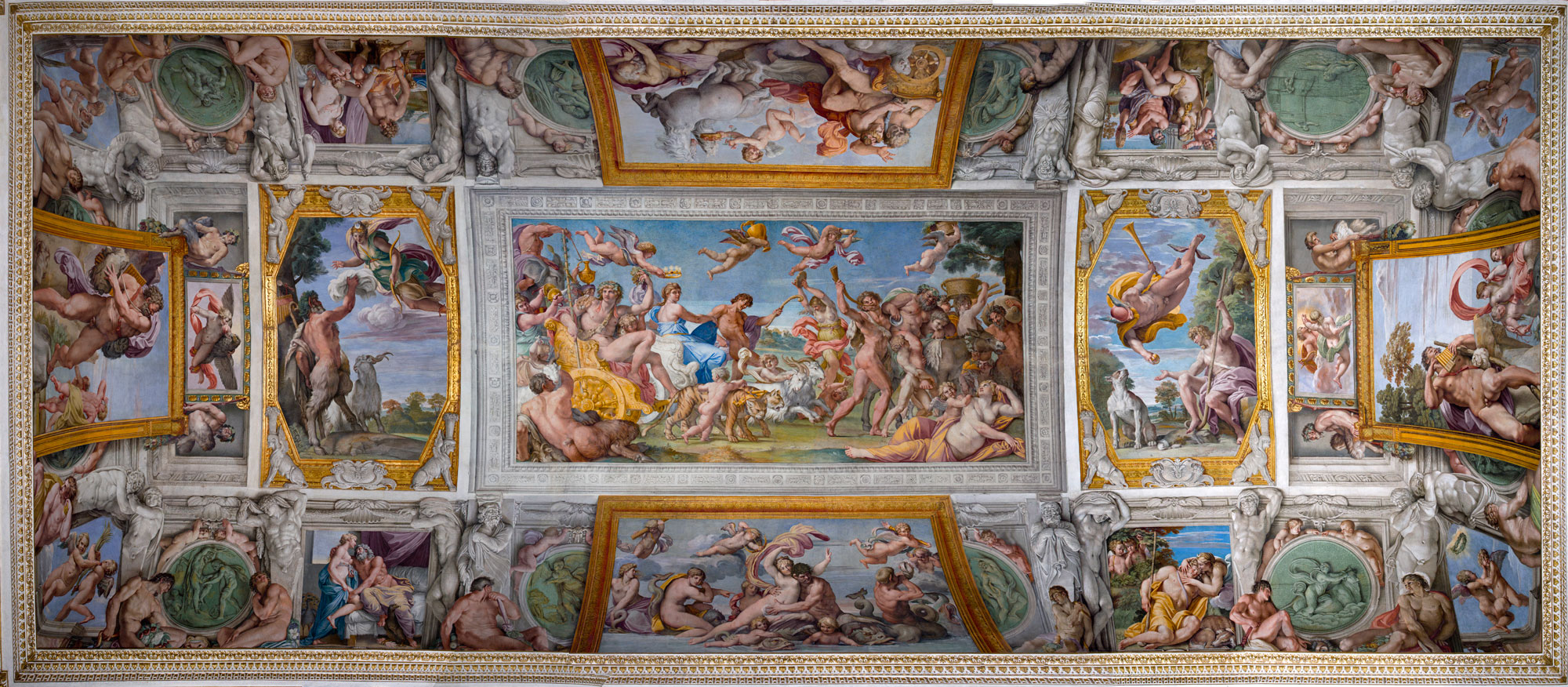
Carraccis Deckenfresken in der Galleria des Palazzo Farnese, Rom (nach der Restaurierung von 2015)

### Religiöse Gemälde

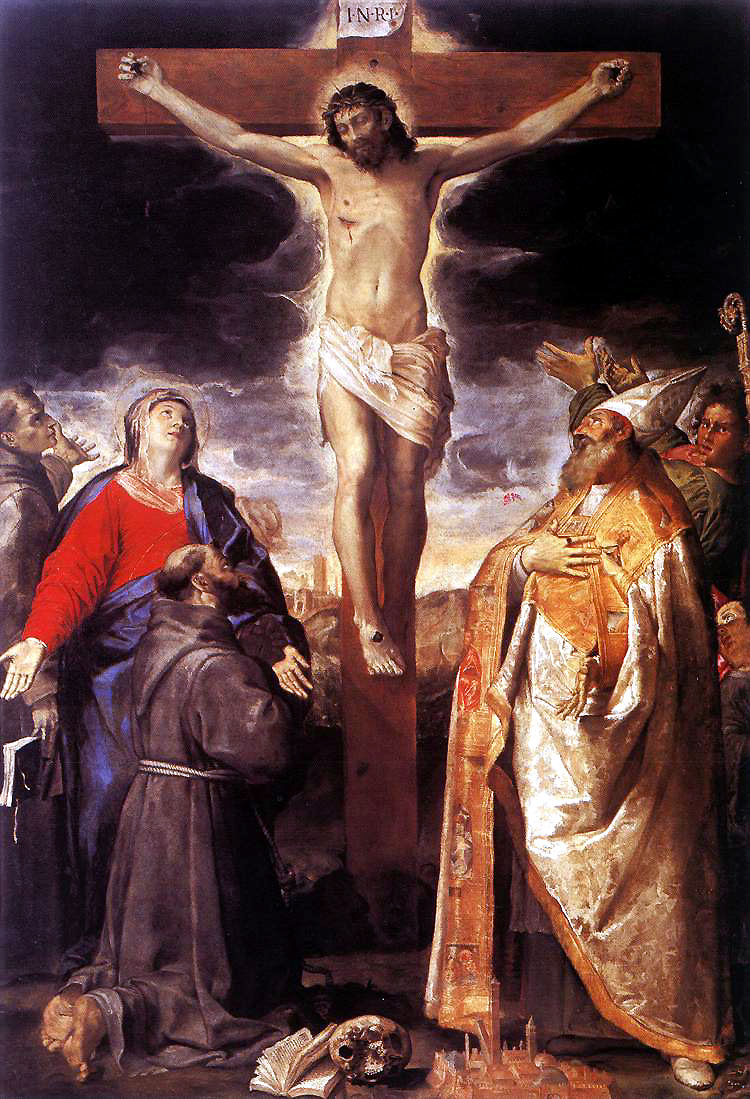
Kreuzigung, 1583, Santa Maria della Carità, Bologna
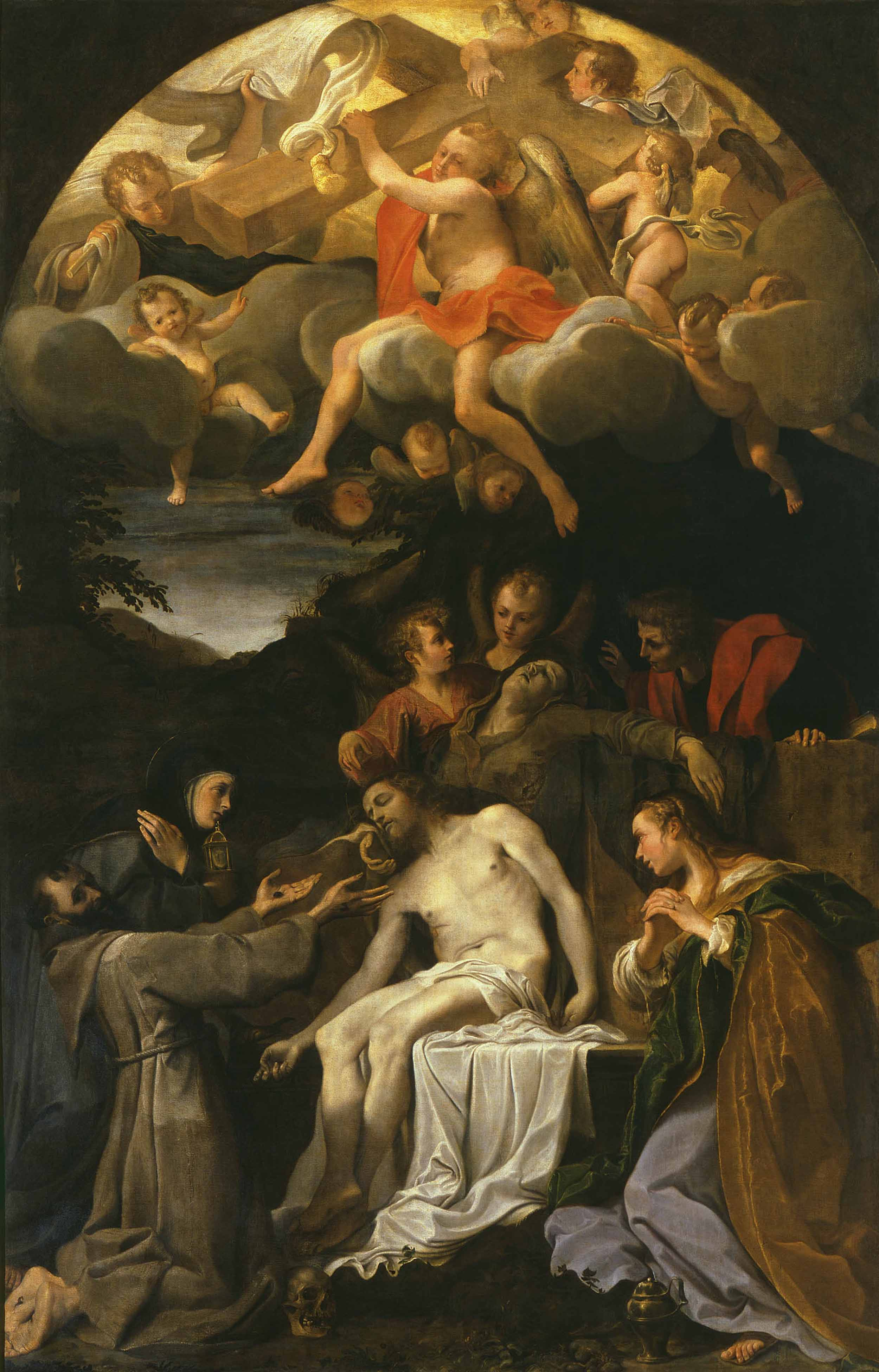
Pietà mit Heiligen, 1585, Galleria Nazionale, Parma
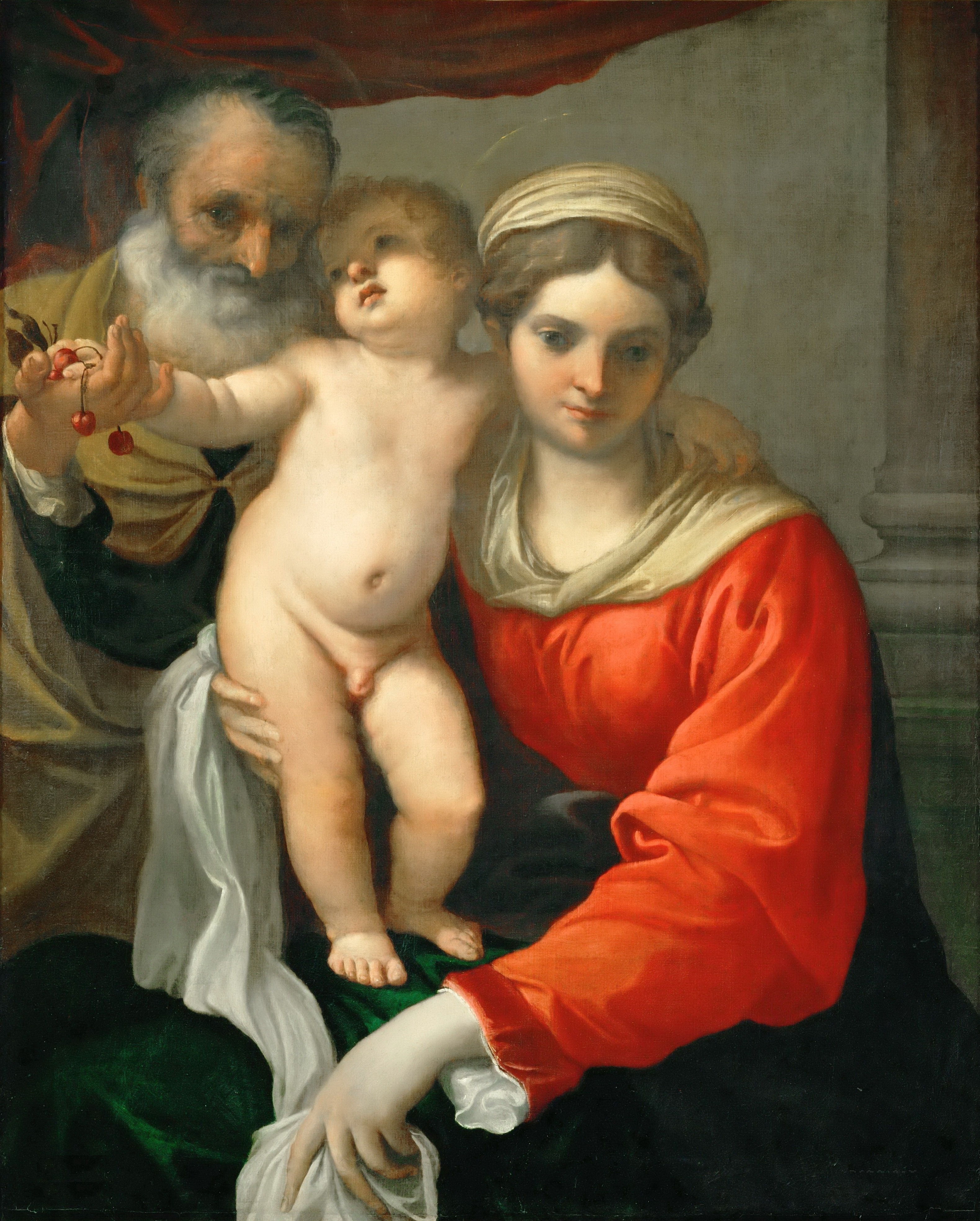
Kirschenmadonna, Louvre, Paris
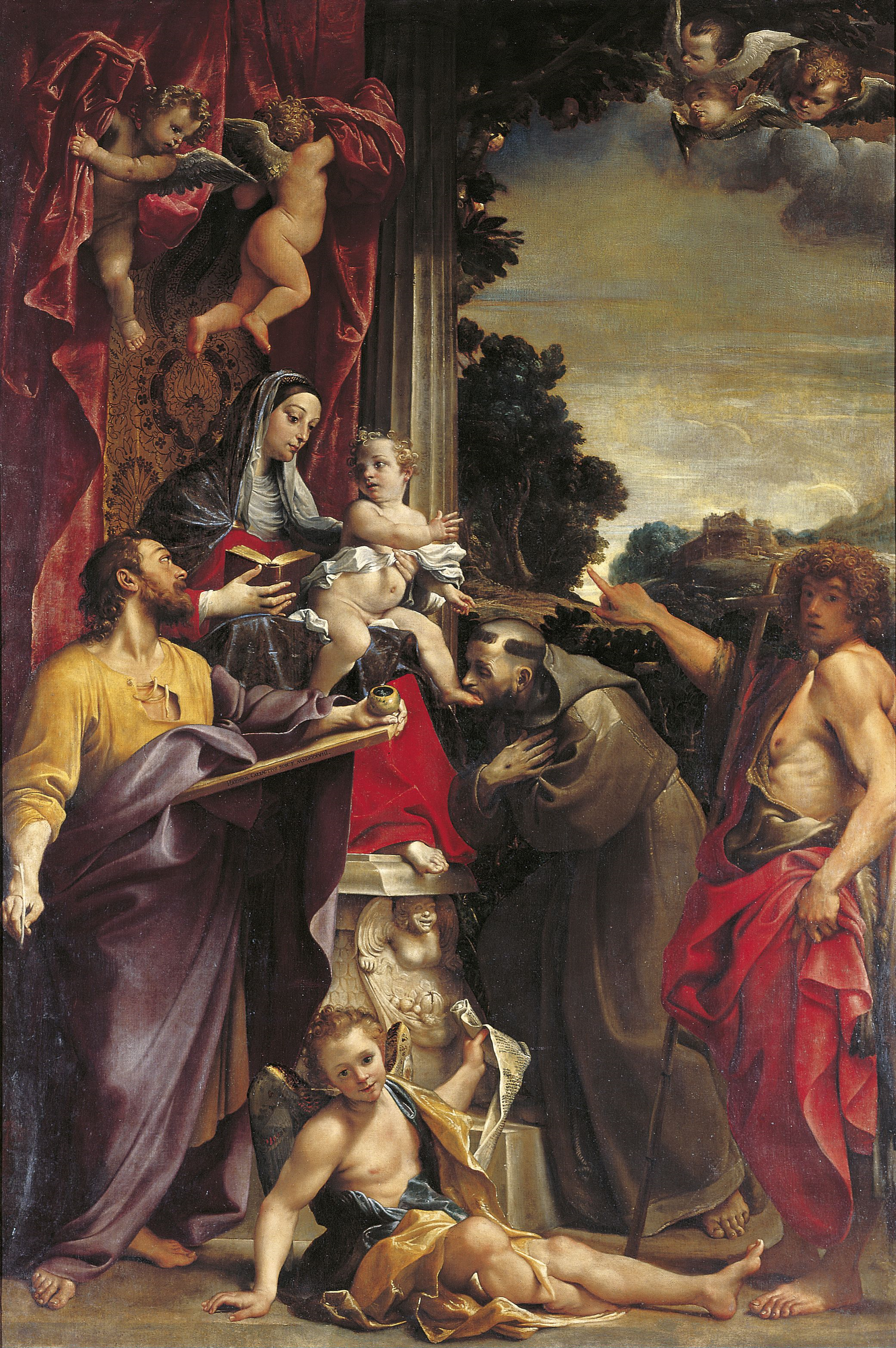
Madonna di San Matteo, 1588, Gemäldegalerie Alte Meister, Dresden
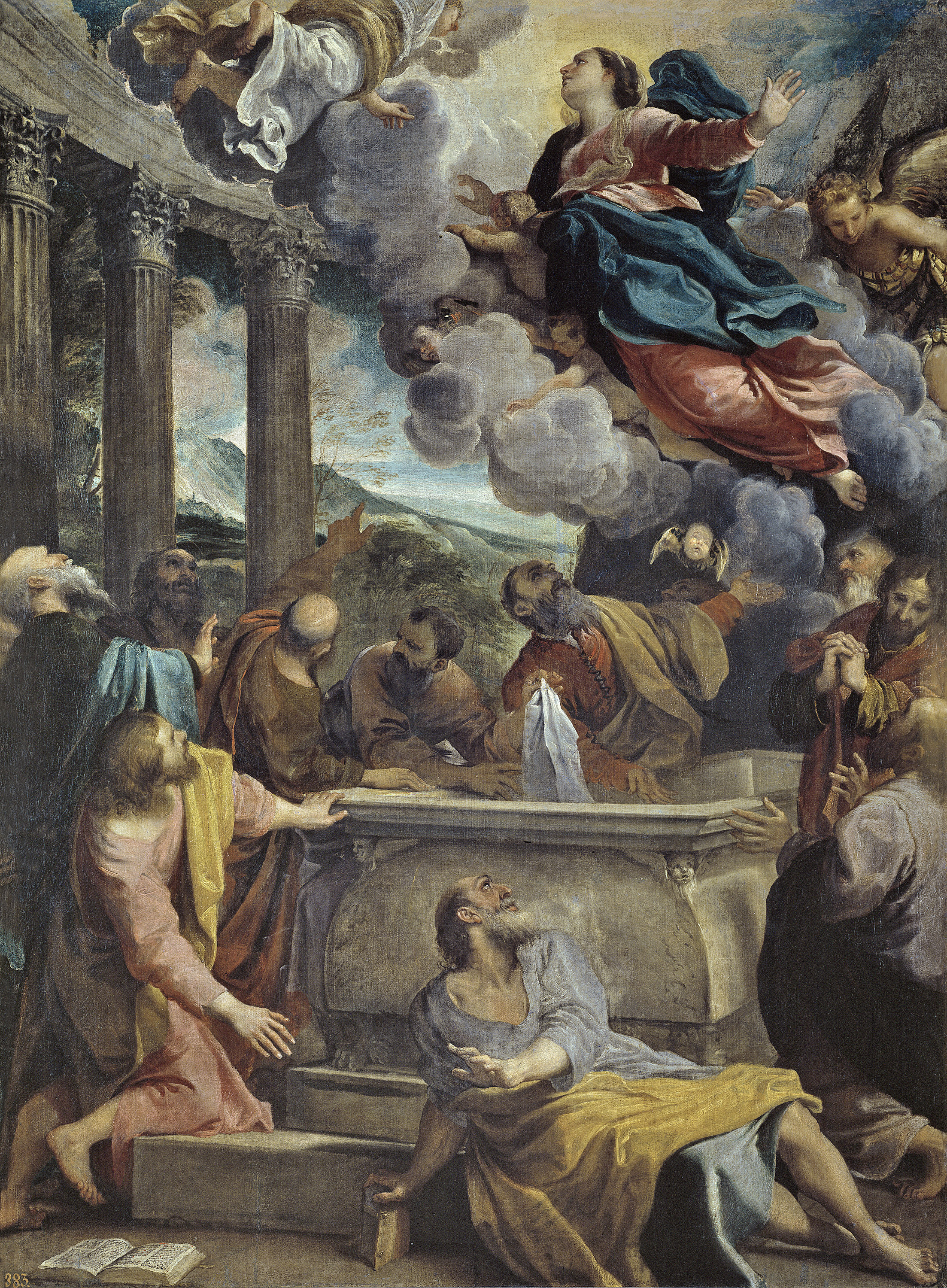
Mariä Himmelfahrt, 1590, Prado, Madrid
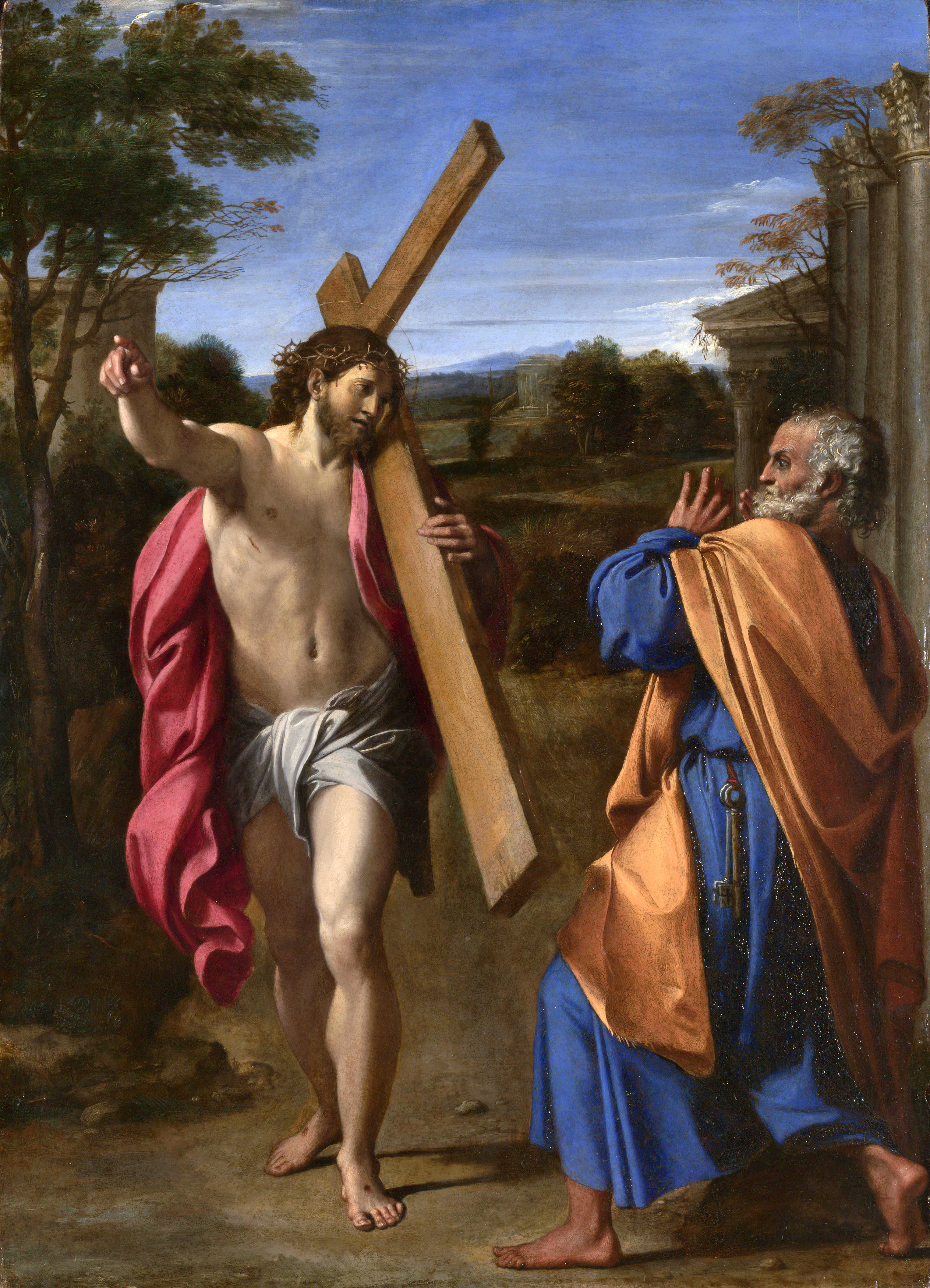
Domine, quo vadis?, 1602, National Gallery (London)
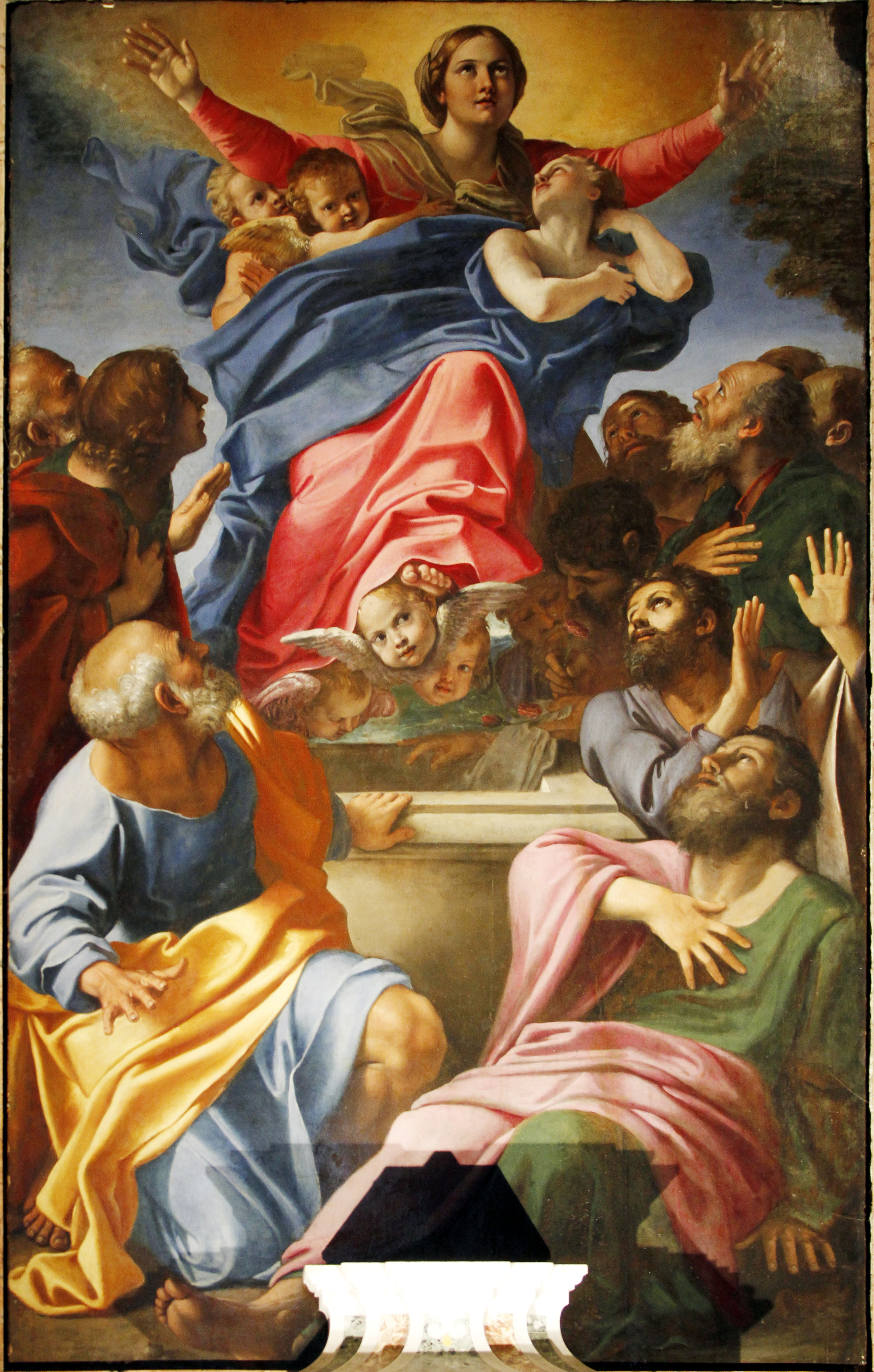
Himmelfahrt Mariens, 1600–1602, Santa Maria del Popolo, Rom
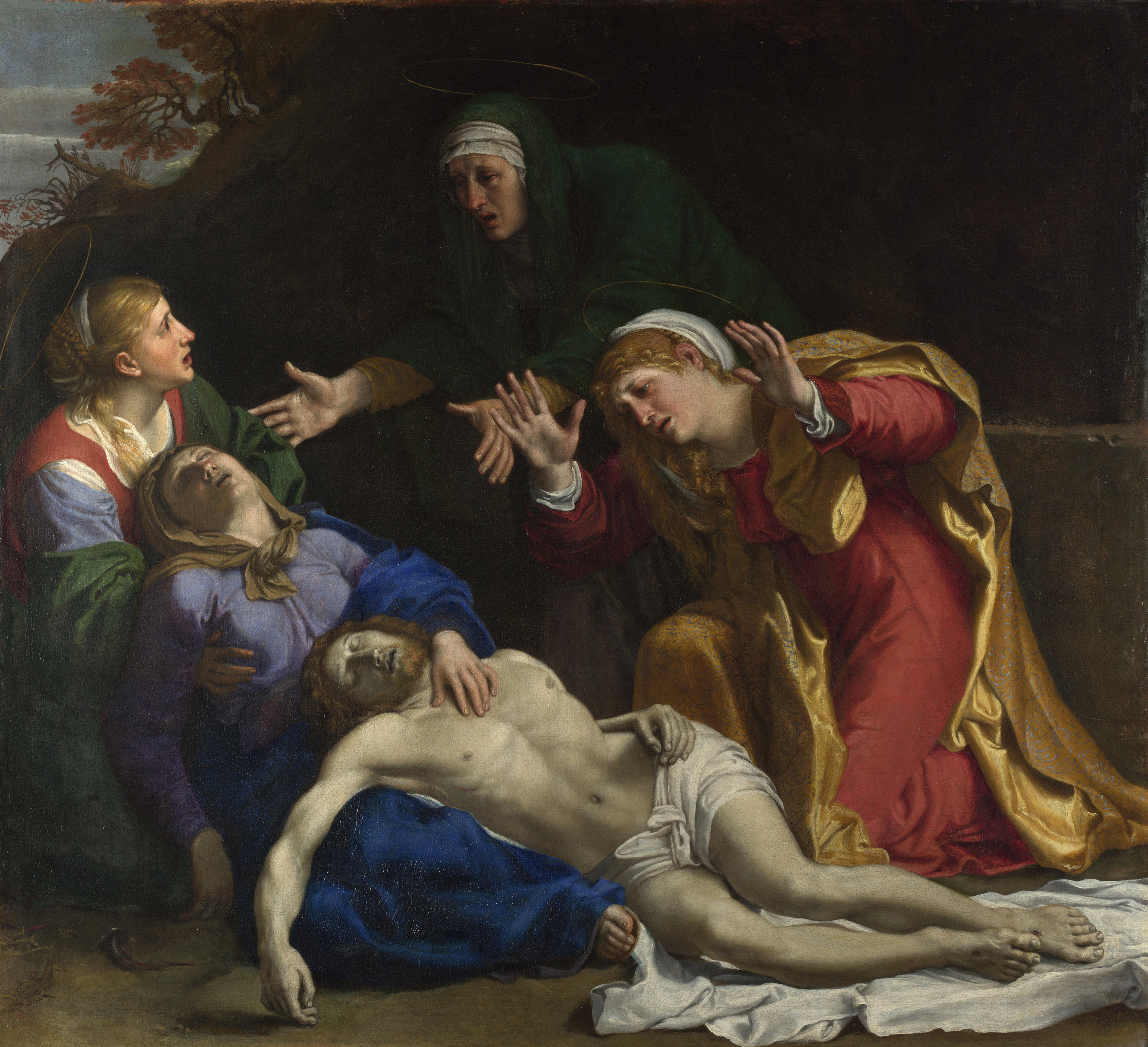
Beweinung Christi, 1606, National Gallery, London
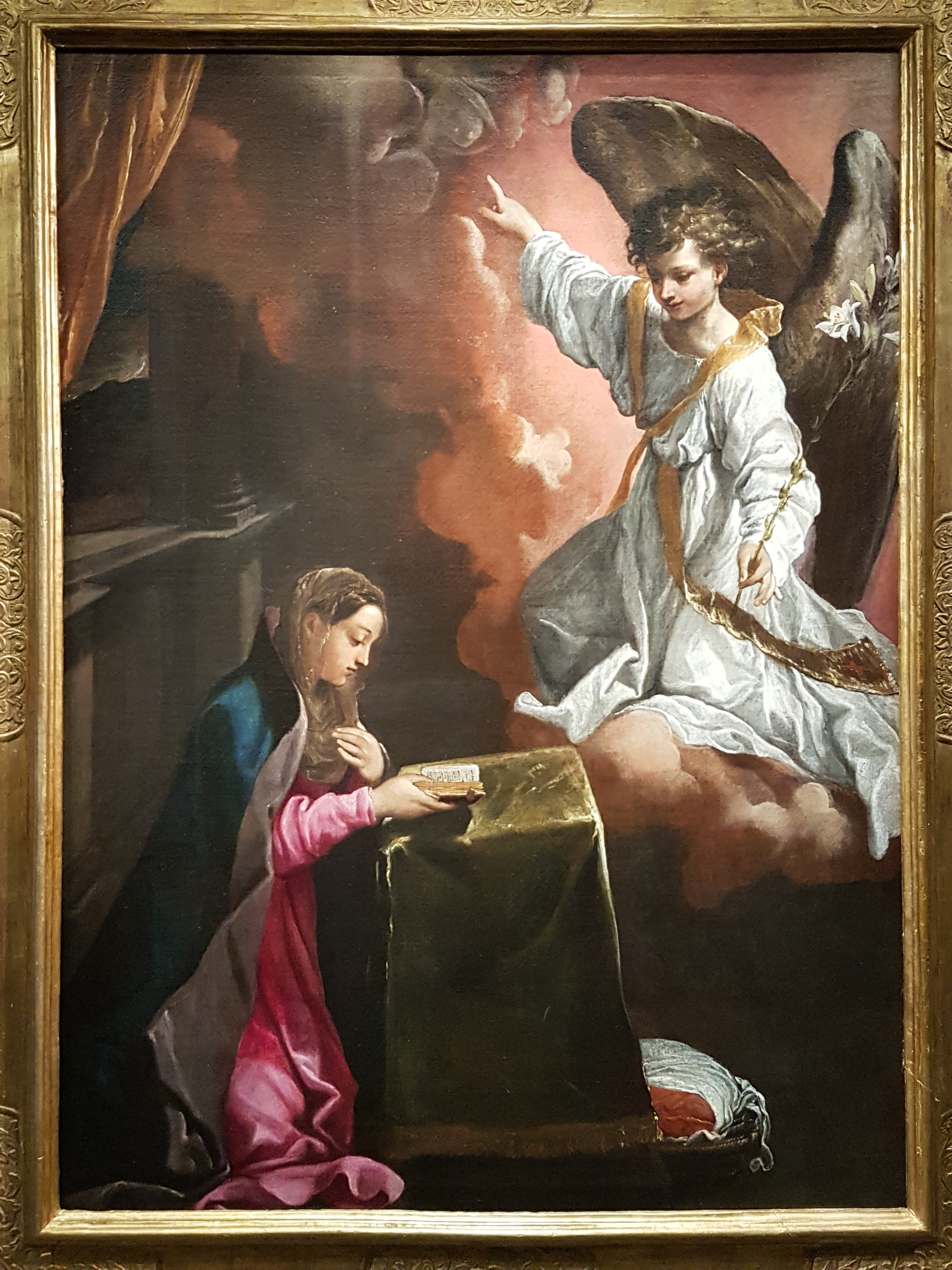
Verkündigung Mariens, Musée Jacquemart-André, Paris
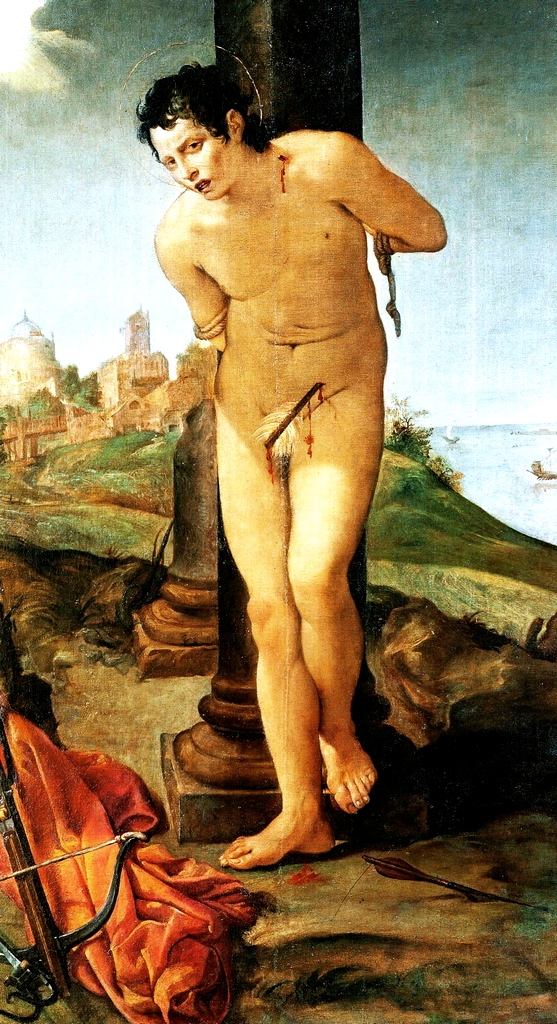
Hl. Sebastian, ca. 1583, Gemäldegalerie Alte Meister, Dresden

### Mythologische und allegorische Gemälde

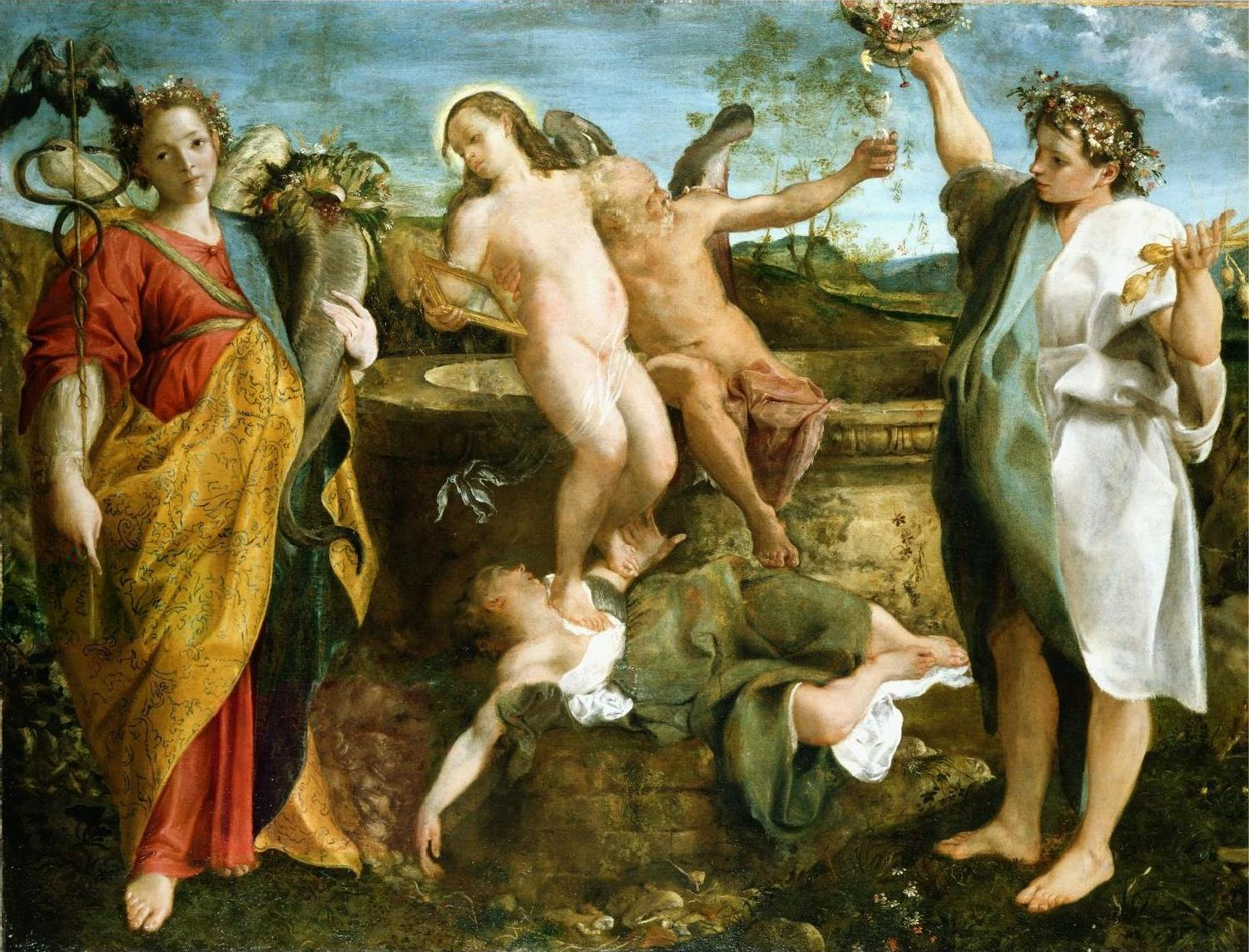
Allegorie von Wahrheit und Zeit, Royal Collection
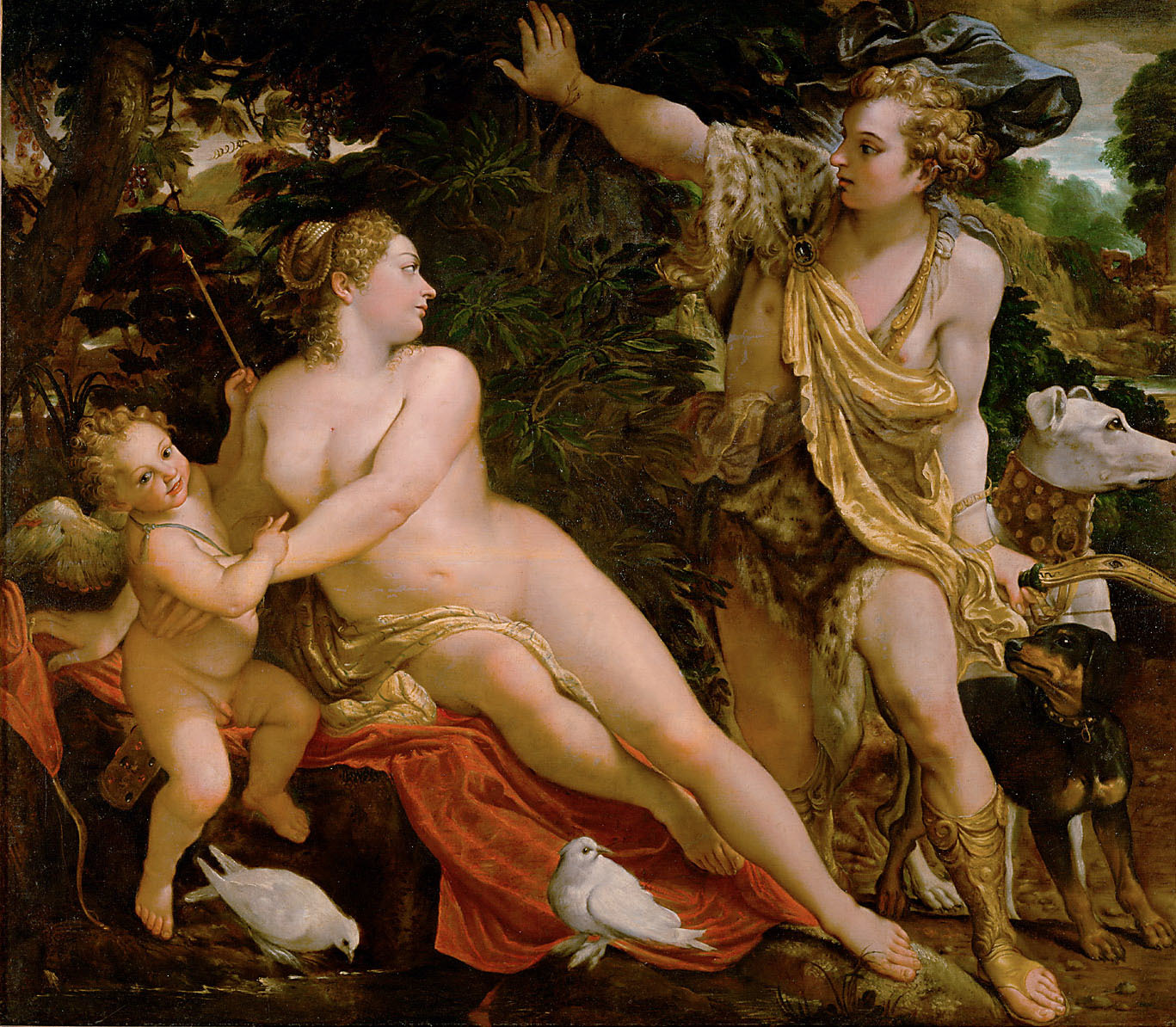
Venus und Adonis, um 1595, Kunsthistorisches Museum, Wien
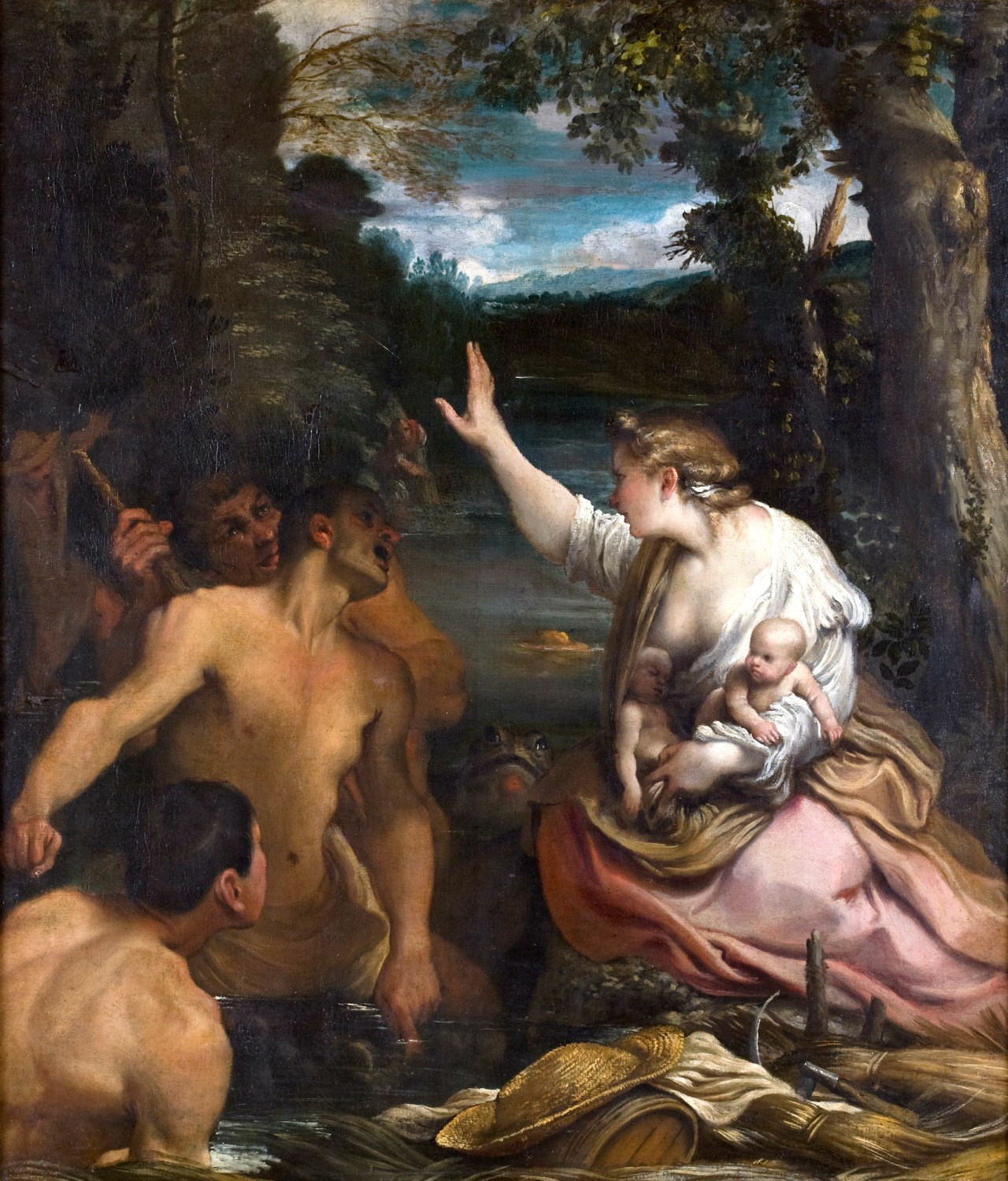
Latona und die lykischen Bauern, Gemäldegalerie, Schloss Kroměříž

### Porträts

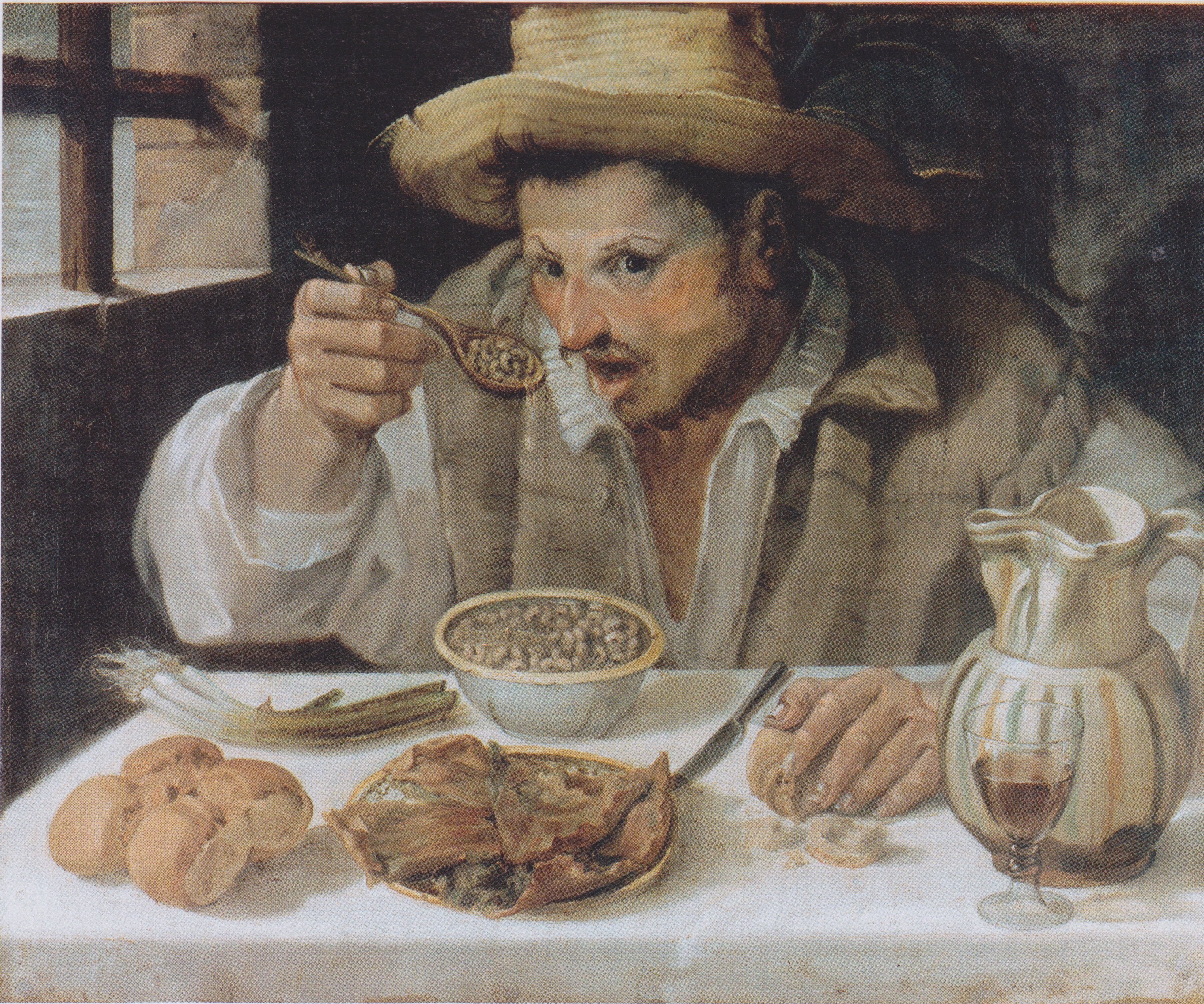
Der Bohnenesser, 1584, Palazzo Colonna, Rom
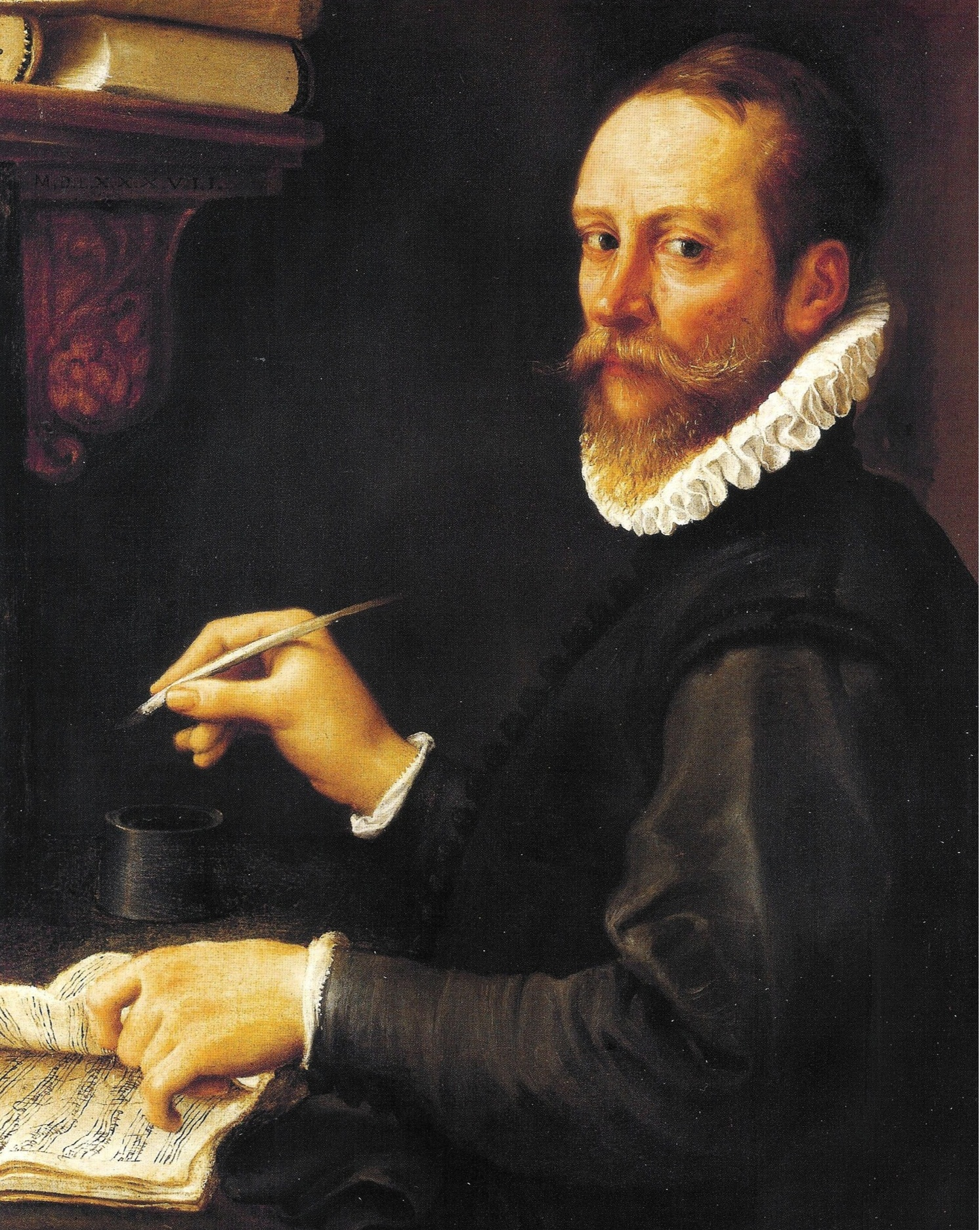
Porträt eines Musikers (Claudio Merulo ?), Museo di Capodimonte, Neapel
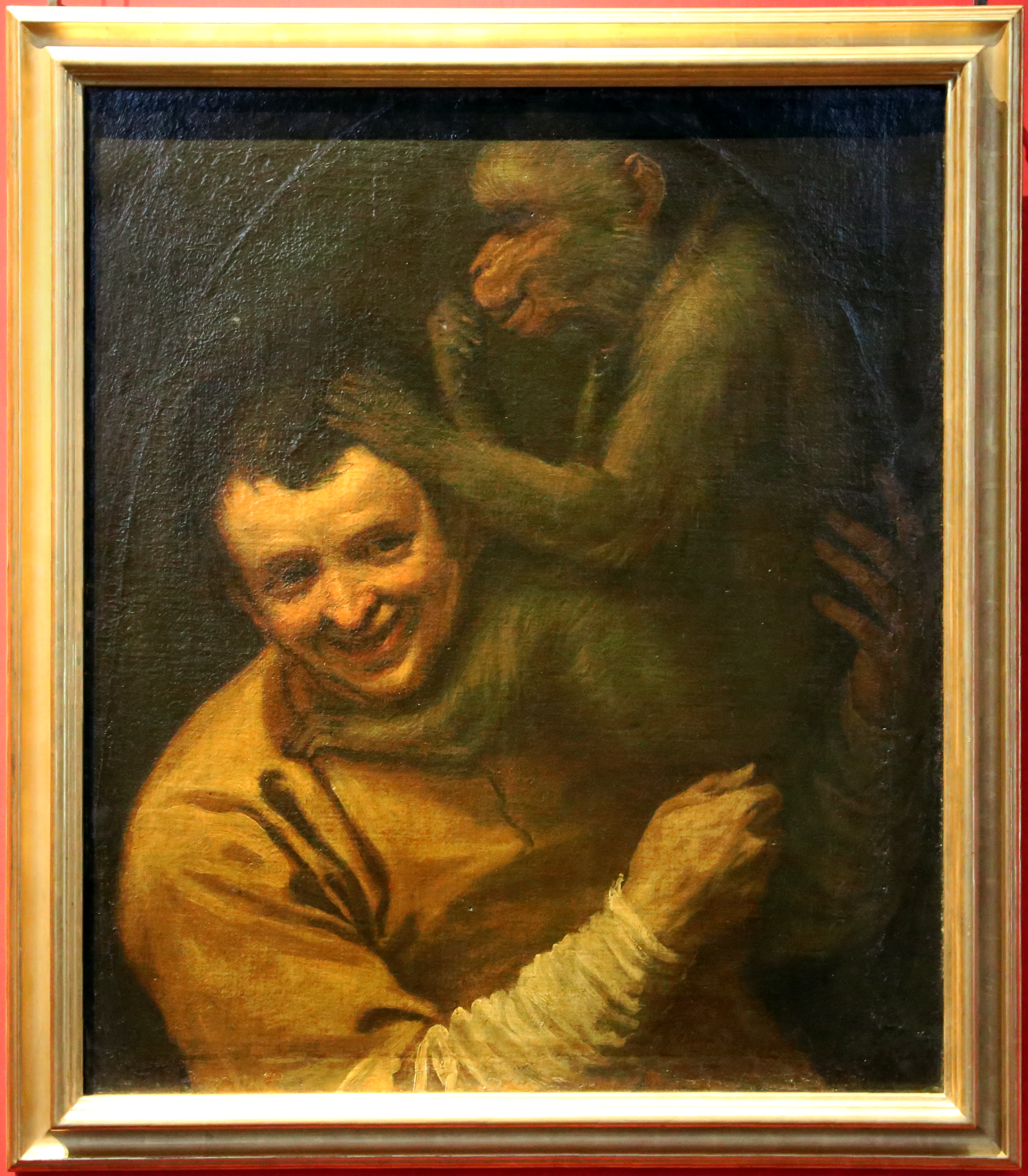
Lachender Mann mit Affe, 1588–90, Uffizien, Florenz
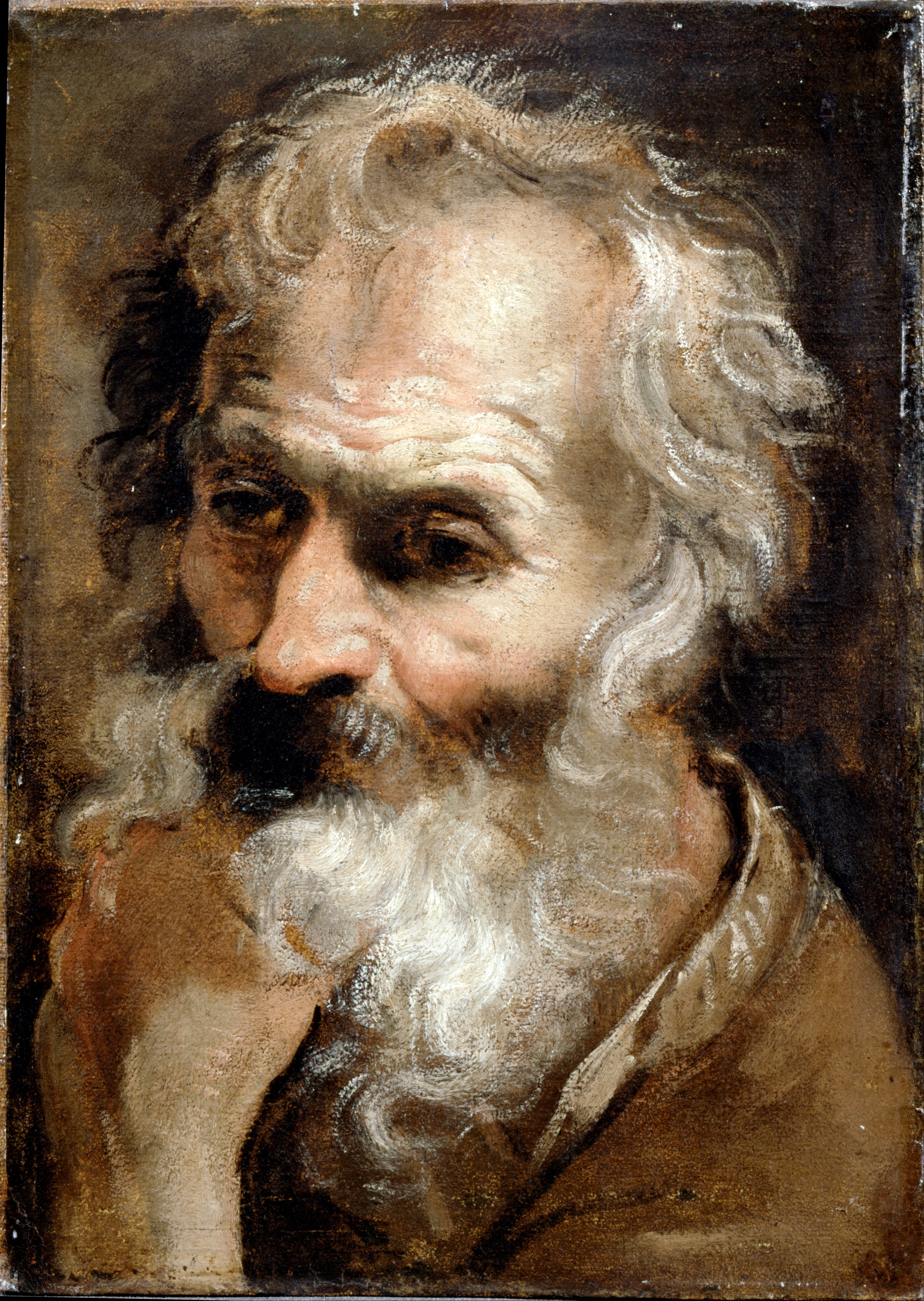
Kopf eines alten Mannes, Dulwich Picture Gallery
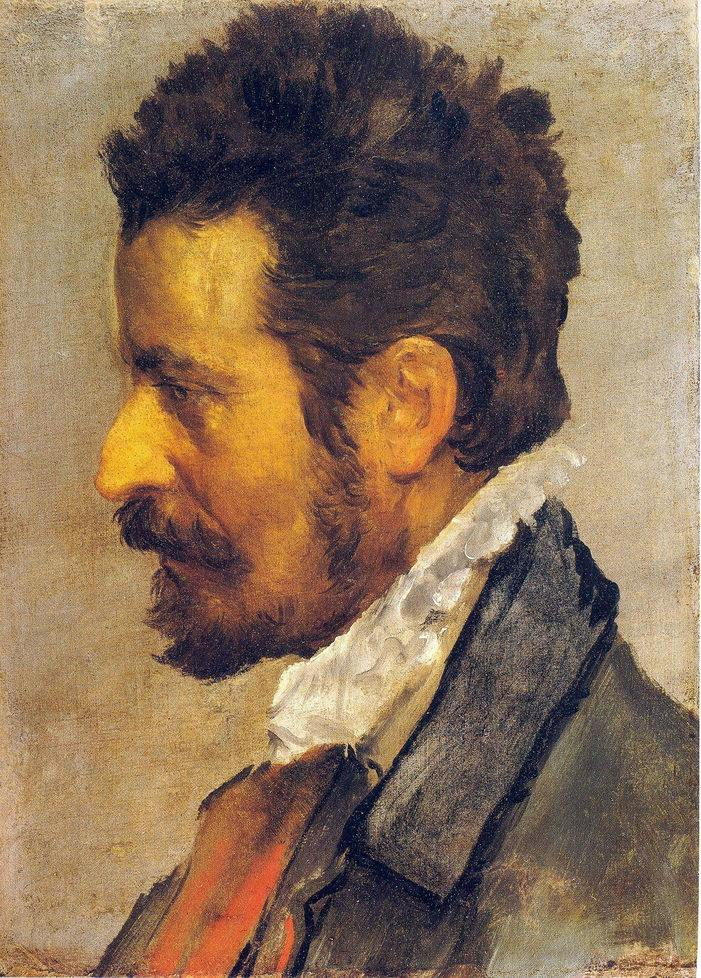
Mann im Profil, Royal Collection
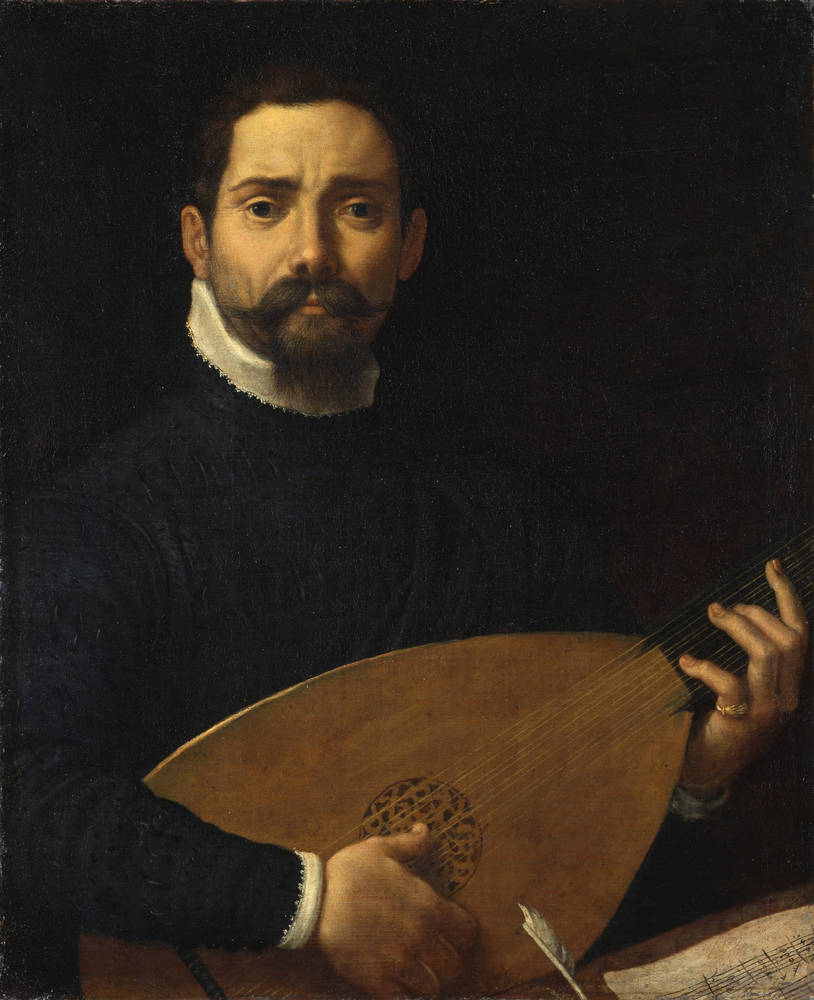
Lautenspieler (Giulio Mascheroni), um 1600, Gemäldegalerie Alte Meister, Dresden

## Werke (Auswahl)

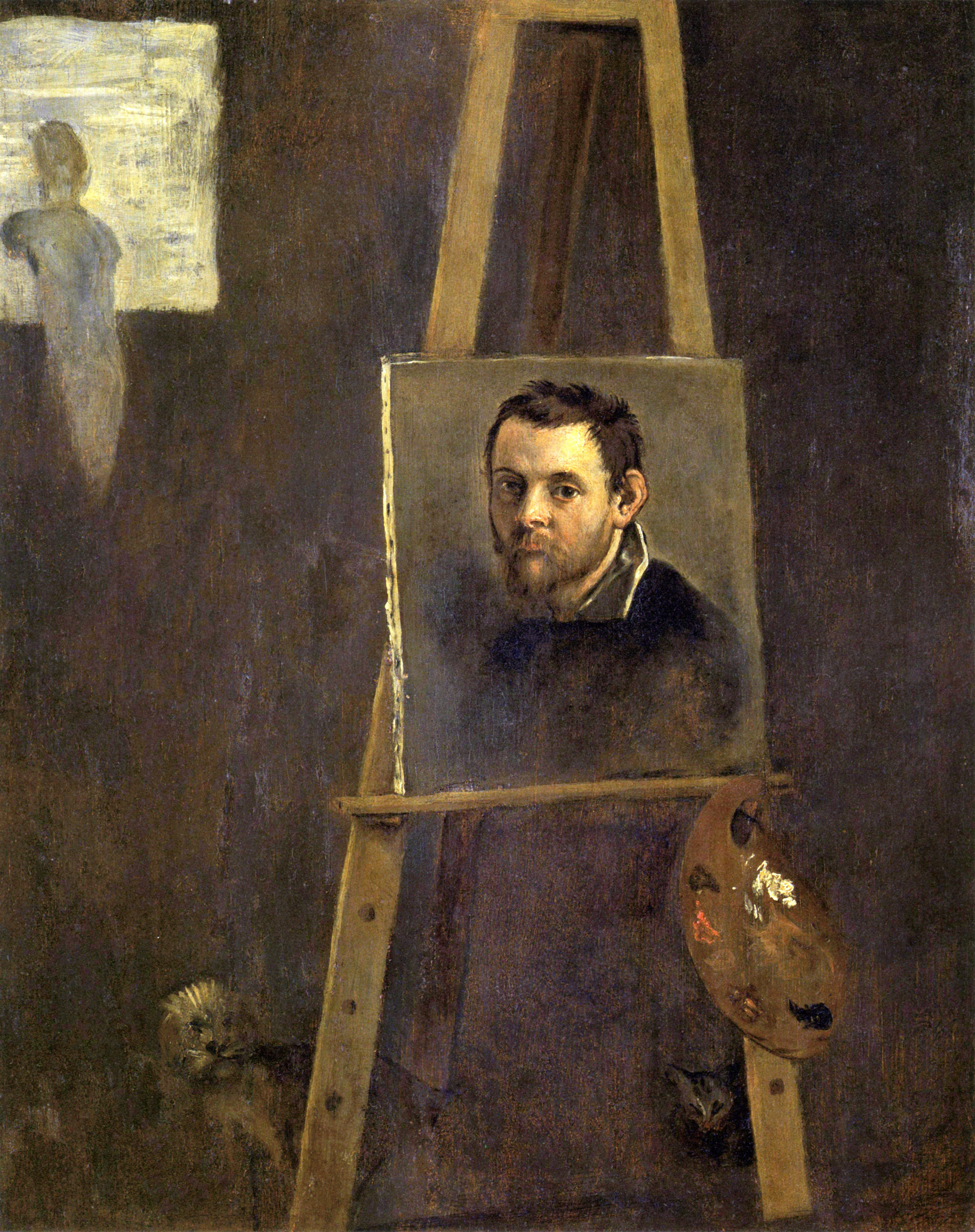
Selbstporträt auf Staffelei, um 1605, Uffizien, Florenz

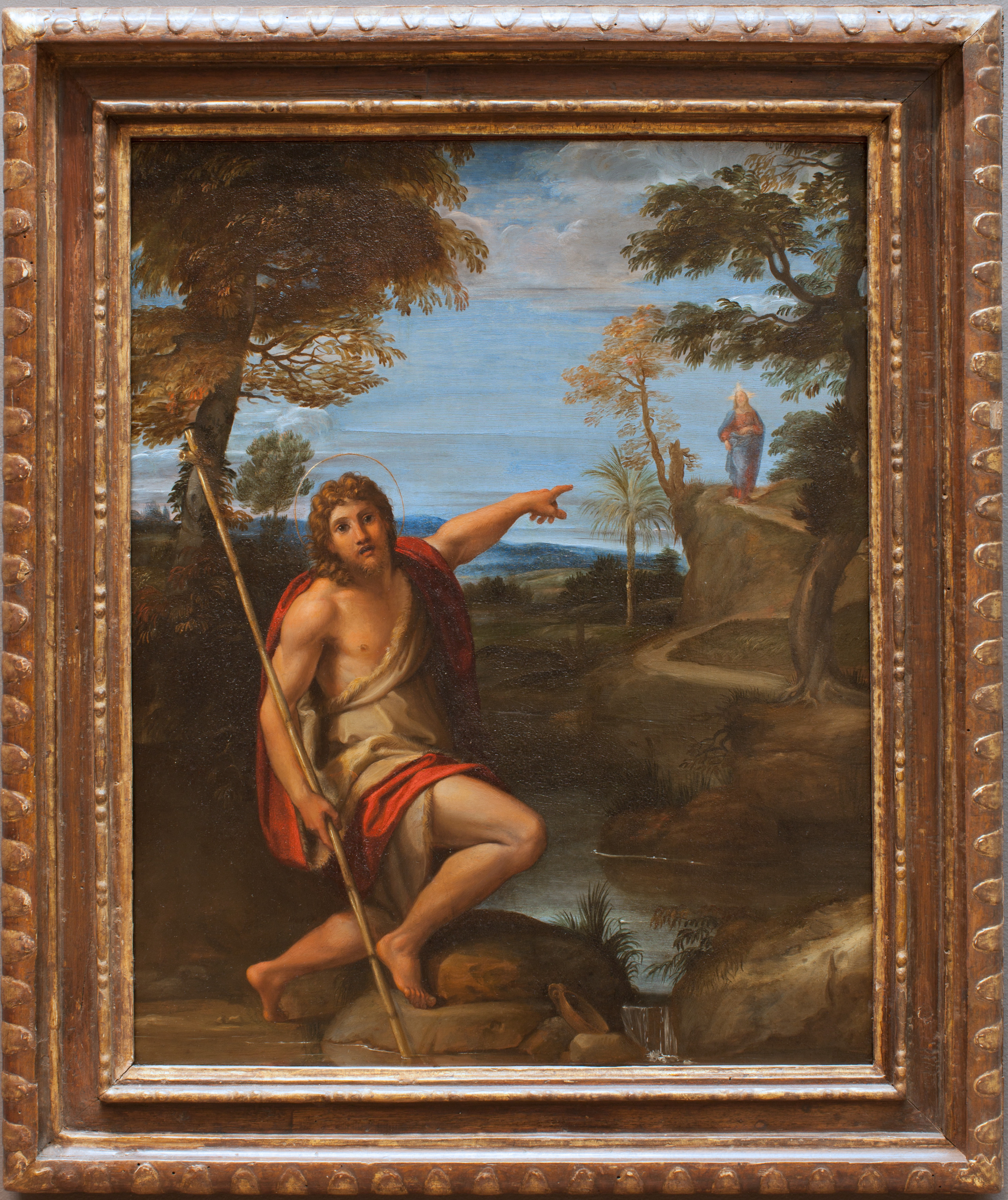
Johannes der Täufer weist auf Jesus, um 1600, Metropolitan Museum, New York

- Fleischerladen, ca. 1582–83, Christ Church Picture Gallery, Oxford; andere Version in der Sammlung D. Gordon in Haddo House, Aberdeenshire
- Der Bohnenesser, Galleria Colonna, Rom, ca. 1583–1584:
- Kreuzigung, Santa Maria della Carità, Bologna, 1583
- Porträt des Giacomo Turrini, Christ Church, Oxford, 1585
- Taufe Christi, San Gregorio, Bologna, 1585
- Pietà mit Heiligen, Galleria nazionale di Parma, 1585
- die Jagd und der Fischfang, Louvre, Paris, ca. 1587–88
- Madonna di San Matteo, Gemäldegalerie Alte Meister, Dresden, 1588
- Venus, ein Satyr und zwei Amorini, Uffizien, Florenz, ca. 1588
- Venus und Adonis, Prado, Madrid, ca. 1588–89
- Flusslandschaft, National Gallery of Art, Washington, ca. 1589–90
- Bacchantin, Uffizien, Florenz, um 1590
- Himmelfahrt Mariä, Pinacoteca nazionale di Bologna, 1592
- Madonna mit den Hl. Lukas und Katharina, Louvre, Paris, 1592
- Madonna mit Kind und den Hl. Giovanni Evangelista und Katharina, Pinacoteca nazionale di Bologna, 1593
- Auferstehung Christi, Louvre, Paris, 1593
- Jesus und die Samariterin, Pinacoteca di Brera, Mailand, 1593–94
- Almosen des Hl. Rochus, Gemäldegalerie Alte Meister, Dresden, 1594–95
- Dekorationen im Palazzo Farnese, Rom:
  - Die Tugenden des Kardinals Odoardo Farnese, im Camerino, 1595–97, darunter
    - Hercules am Scheideweg, heute: Museo di Capodimonte, Neapel

  - Dekor und Fresken Die Macht der Liebe, in der Galerie, 1597–1600 und 1602–1604
- Marienkrönung, Metropolitan Museum, New York, ca. 1596
- Geburt Mariens, Louvre, Paris, ca. 1598–99
- Landschaft mit dem Opfer Isaaks, Louvre, Paris, ca. 1599
- Pietà, Museo di Capodimonte, Neapel, ca. 1599–1600
- Die drei Marien am Grabe, Eremitage, St. Petersburg, ca. 1600
- Lautenspieler (Giulio Mascheroni), um 1600, Gemäldegalerie Alte Meister, Dresden
- Johannes der Täufer weist auf Jesus, um 1600, Metropolitan Museum, New York
- Mariä Himmelfahrt, Santa Maria del Popolo, Rom, ca. 1600–1601
- Landschaft mit einer Brücke, Gemäldegalerie, Berlin, um 1603
- sechs Lünetten mit biblischen Szenen in Landschaften, Galleria Doria-Pamphilj, Rom, um 1603
- Pietà, Louvre, Paris, 1602/03–1607
- Latona und die lykischen Bauern, Gemäldegalerie, Schloss Kroměříž (Datum ?)

## Gedenkmünze
- Italien, 10-Euro 2009, Rom, auf den 400. Todestag, Silber-925fein, 34 mm, Auflage: 9.000 Stück